# Alagoas (1866)
El monitor Alagoas fue un navío de la Armada del Imperio del Brasil que sirvió en la Guerra de la Triple Alianza, teniendo un destacado papel en el Paso de Humaitá.

## Historia

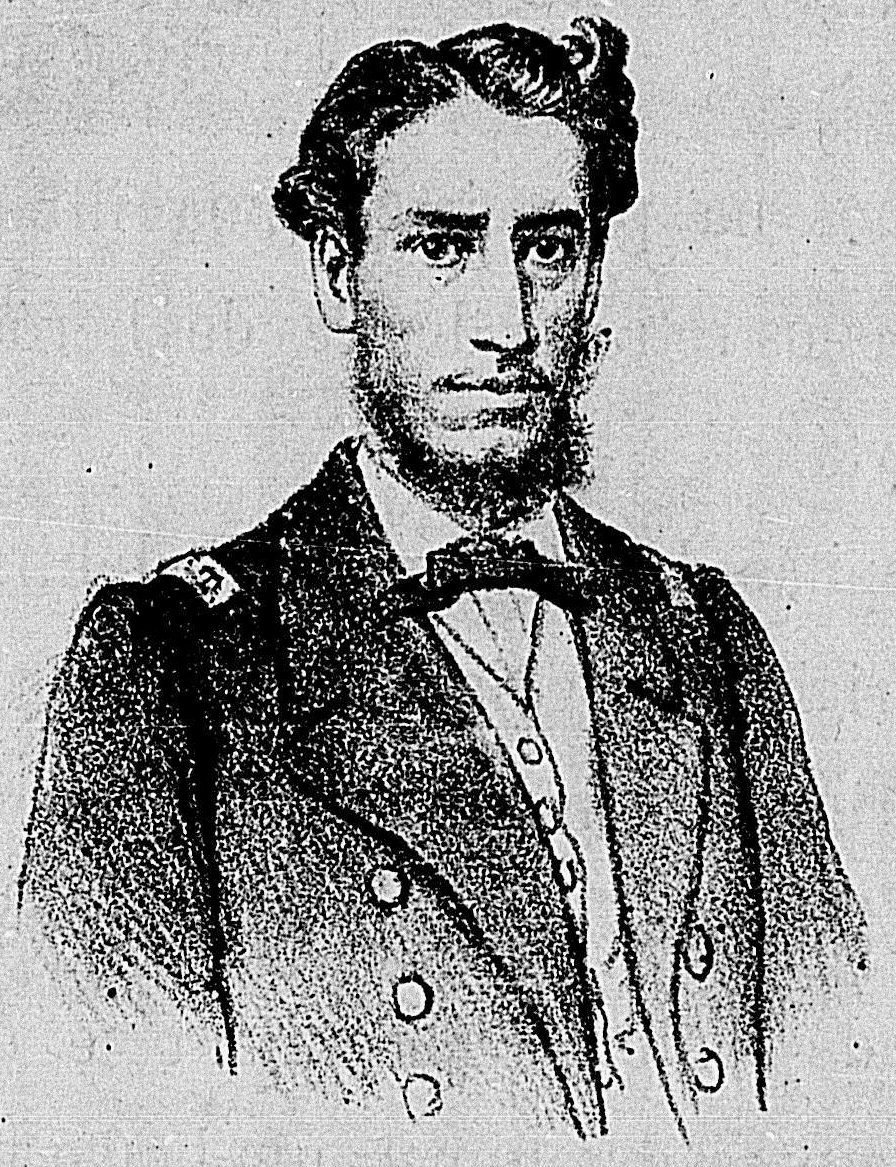
Teniente 1° Joaquim Antônio Cordovil Maurity.

Primer embarcación de la marina brasileña en llevar ese nombre en homenaje al estado de Alagoas, fue construida en los astilleros del Arsenal de Marina de Río de Janeiro, según planos del ingeniero naval capitán teniente Napoleão Level, diseño de máquinas del ingeniero Carlos Braconnot y de sistemas de armamento del teniente Henrique Baptista.
Era un buque de estructura de hierro pero con casco de madera cubierto por una coraza de 4" (6" en la torre), impulsado por dos máquinas de vapor con una potencia de 30 HP que impulsaban dos hélices y le permitían alcanzar una velocidad de 8.50 nudos. 
Su eslora era de 36,57 m, manga de 8,54 m, puntal de 2.7 m y un calado de 1,52 m, con un desplazamiento de 342 t. 
Montaba 1 cañón de retrocarga Whitworth de 70 mm en una torre blindada giratoria. 
Era tripulada por 8 oficiales y otros 35 tripulantes.
El 8 de diciembre de 1866 fue colocada la quilla en ceremonia conjunta con sus gemelos Ceará, Piauhy, Santa Catarina y Rio Grande.
El Alagoas fue botado el 29 de octubre de 1867 en una ceremonia que contó con la presencia del emperador Pedro II de Brasil, del Duque de Sajonia-Coburgo-Gotha que se encontraba de visita en el país, y del Ministro de Marina Afonso Celso de Assis Figueiredo, vizconde de Ouro Preto, entre otras autoridades.
Al mando del teniente 1° Joaquim Antônio Cordovil Maurity se incorporó a la escuadra en operaciones frente al Fuerte de Curuzú.

### Paso de Humaitá
Tras el Paso de Curupayty (agosto de 1867) la escuadra aliada había quedado dividida. Entre el Fuerte de Curupayty y la Fortaleza de Humaitá permanecía la división de encorazados brasileños que había forzado el pasaje bombardeando sistemáticamente las posiciones enemigas y, sitiando Curupayty, el resto de la escuadra. La partida de Bartolomé Mitre, principal impulsor del cruce, había prolongado la situación hasta que en febrero de 1868 el almirante Joaquim José Inácio de Barros recibió órdenes del ministro de marina Ouro Preto de forzar el pasaje de Humaitá.
Aprovechando la noche del 18 de febrero, integrando la 3ª División Naval al mando del capitán de mar y guerra Delfim Carlos de Carvalho, futuro almirante y barón del Pasaje, junto a los monitores Bahía y sus gemelos Pará, y Rio Grande forzó el paso de Curupayty enfrentando durante una hora el fuego de los 22 cañones paraguayos que permanecían aún en esa posición 
A las 00:30 del 19 de febrero de 1868 se reunió con los restantes buques de la 3ª División Naval, los encorazados los encorazados Brasil (buque insignia), Tamandaré, Colombo, Mariz e Barros, Cabral, Barroso, Herval, Silvado y Lima Barros, llevando a remolque las chatas acorazadas Cuevas, Lindóia y Riachuelo, para forzar el pasaje de Humaitá.
.

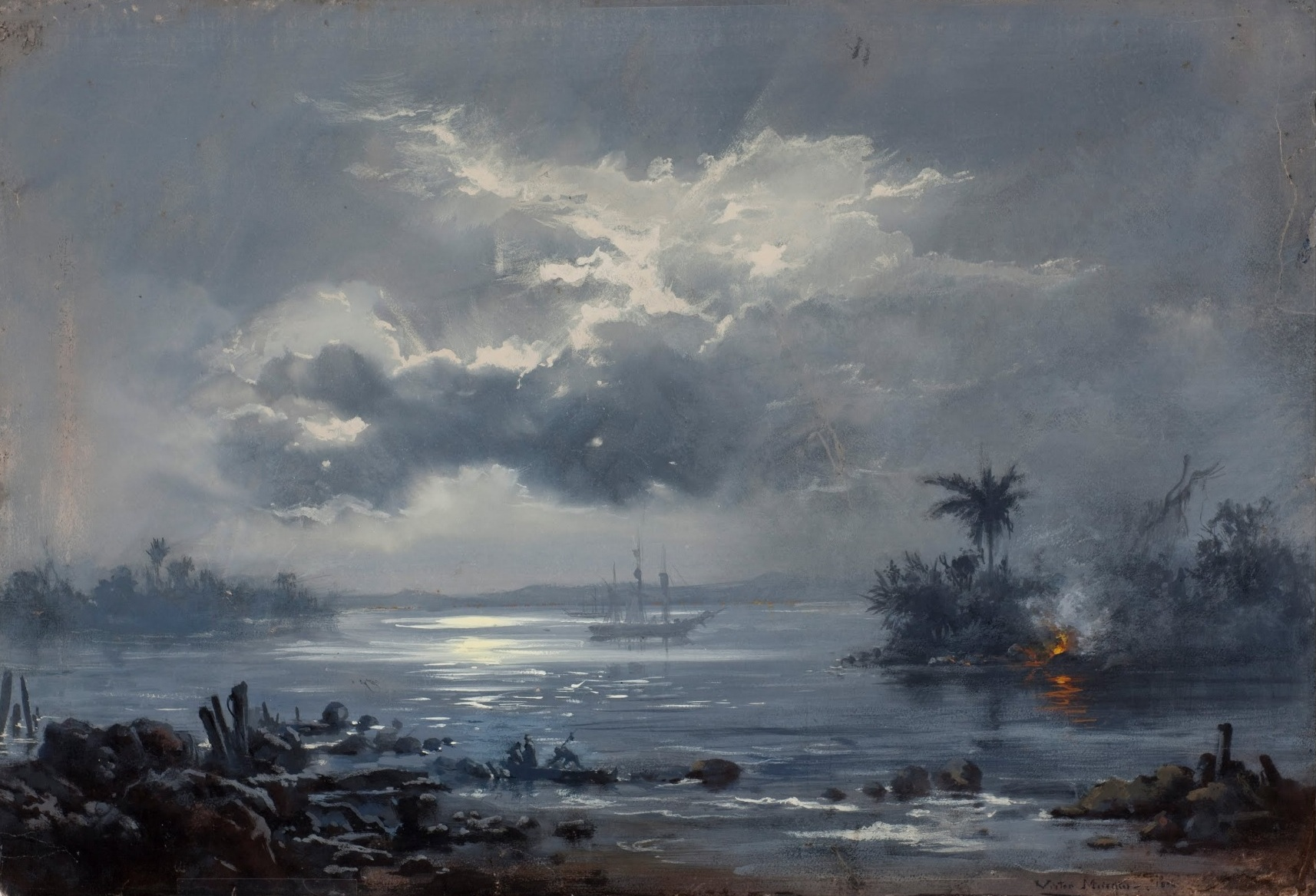
Pasaje de Humaitá

Mientras el grueso de la escuadra brasileña iniciaba un violento bombardeo de distracción sobre Humaitá, en combinación con un ataque sobre el Reducto Cierva, posición fortificada situada en la ribera opuesta que cruzaba sus fuegos con la de Humaitá, una división reducida al mando de Delfim Carlos de Carvalho inició el pasaje de Humaitá.
El plan de Carvalho consistía en aparear tres acorazados y tres monitores, avanzando en doble hilera pese a la estrechez del pasaje. Si bien las amarras podían en teoría facilitar el remolque en la eventualidad de que algún buque viera inutilizadas sus máquinas, el gobierno de los buques en esas condiciones era en extremo dificultoso y demoraría la operación.
Así el Barroso, Bahía (buque insignia) y Tamandaré llevarían a babor a los monitores Rio Grande, Alagoas y Pará. Los buques emprendieron el pasaje de Humaitá a toda máquina, con los portalones cerrados y el blindaje de los buques reforzado con bolsas de arena, tablones de madera y cadenas de fierro, y sin abrir fuego para evitar ofrecer un blanco claro a sus adversarios, que habían advertido el movimiento y encendían grandes fogatas sobre las dos orillas del río para facilitar la puntería a sus artilleros. 

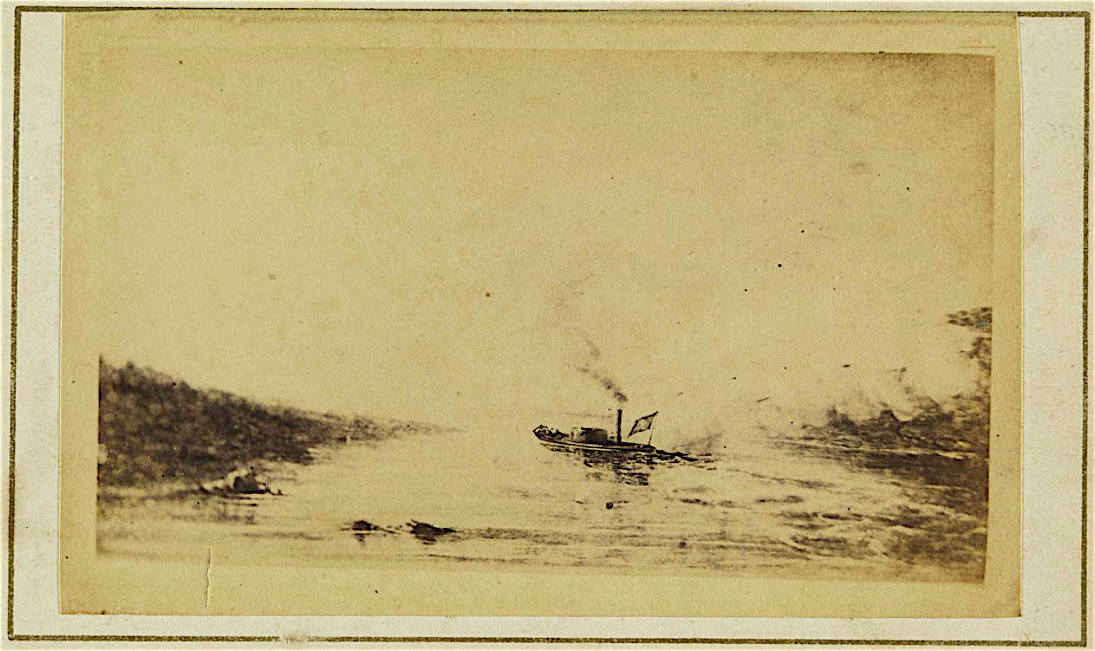
Una rara fotografía del monitor Alagoas cerca de Humaitá.

Un balazo cortó las amarras que unían al Alagoas con el Bahía y derivó río abajo. Su comandante, Maurity, recibió órdenes de desistir del paso y reunirse con el resto de la escuadra, pero mientras el resto de la división seguía adelante, persistió en el intento y tras tres tentativas frustradas consiguió cruzar a paso lento pero sostenido bajo el fuego concentrado de las baterías enemigas, con cerca de 200 impactos en la superestructura pero sin sufrir daños de consideración.
Sin más incidente que algunas varaduras que desorganizaron la marcha, a las 3 de la mañana los restantes cinco buques de la división habían franqueado el paso sufriendo escaso daño y pocas horas después enfrentaba el Fuerte de Timbó, aguas arriba de Humaitá.
Nuevamente, el Alagoas llegó solo a la posición de Timbó y debió enfrentar sus baterías (12 piezas de a 68 y 32) para finalmente reunirse con el resto de su división en Tayí. El Alagoas había sido la nave más dañada en la operación y "no tenía un metro cuadrado de su casco sano".
En Tayí los tres buques más dañados, el Tamandaré, el Para y el Alagoas mismo, fueron embicados en la costa para reparaciones urgentes, mientras Carvalho seguía con los restantes hasta Asunción del Paraguay (24 de febrero) en una inútil demostración de fuerza que dio ocasión a Francisco Solano López de evacuar Humaitá con el grueso de su ejército y artillería sin ser molestado por la escuadra, pasándose al Chaco y remontando el margen del río hasta establecer una nueva línea de defensa en Tebicuarí. 
Cuando ayudados por la creciente del río, el 23 de marzo de 1868 los buques brasileños volvieron sobre sus pasos y se lanzaron sobre los remanentes buques paraguayos que habían auxiliado en la evacuación, el Alagoas debió aún permanecer en Tayí.
El 6 de junio participó del bombardeo de las posiciones fortificadas de Tebicuarí, sufriendo daños leves. 
El 21 de julio tomó parte del bombardeo del Reducto Cierva y de Timbó, fondeando nuevamente en Tayí.
El 23 de julio bombardeó las baterías y campamento de San Fernando y nuevamente la boca del Tebicuarí, forzando nuevamente el paso y regresando a su fondeadero original.
El 24 de agosto volvió a bombardear Tebicuarí y auxilió el cruce del ejército aliado. El 10 de octubre forzó el paso de Angostura y remontó el río Paraguay.
El 29 de noviembre se encontraba operando sobre Villeta cuando dejó su posición y marchó sobre Asunción, que bombardeó desde las 11 de la mañana, regresando a Villeta al día siguiente.
Finalizado el conflicto pasó a integrar la Escuadrilla del Alto Uruguay, con base en Itaqui.
El 20 de junio de 1884 pasó una revista de armamento y el 28 de noviembre recibió el numeral 9 de la escuadra. 
En 1885 se hizo cargo del mando el teniente 1° João Pereira Leite, quien fue luego reemplazado por el de igual grado João X. de Gouveia Cabral. En mayo de 1896, disuelta la Escuadrilla, el Alagoas pasó a desarme.